# Alfred Brauer
Alfred Brauer (alemany: Alfred Theodor Brauer)  (Charlottenburg, 9 d'abril de 1894 - Chapel Hill, 23 de desembre de 1985) va ser un matemàtic alemany, emigrat als Estats Units.

## Vida i obra
El 1914 va començar els estudis d'enginyeria, però al poc temps va ser mobilitzat per la Primera Guerra Mundial en la qual va ser ferit i guardonat amb la Creu de Ferro. Això li va fer perdre set anys en la seva formació, ja que no va començar els estudis de matemàtiques fins al 1920. Finalment, el 1928 va obtenir el doctorat a la universitat de Berlín amb una tesi sobre equacions diofàntiques dirigida per Issai Schur. Els anys següents va ser assistent de Schur fins que va obtenir l'habilitació docent que el va convertir en professor titular de la universitat de Berlín, un dels pocs jueus que ho van aconseguir. Gràcies als seus mèrits de la Primera Guerra Mundial, no va ser acomiadat quan els nazis van arribar al poder el 1933. Però no va durar gaire temps més: va ser acomiadat el 1936; tot i així, va romandre a Berlín fent companyia al seu mestre, Schur.
El 1939, gràcies al seu germà Richard que havia fugit el 1933, va aconseguir marxar als Estats Units. Des de 1939 fins a 1942 va ser assistent de Hermann Weyl a l'Institut d'Estudis Avançats de Princeton i també va donar algunes classes a la universitat de Nova York.
El 1942 va ser contractat per un semestre a la universitat de Carolina del Nord a Chapel Hill, però hi va romandre fins que es va retirar el 1965, deixant una profunda impressió entre els seus alumnes dels seus més de vint anys de docència en aquesta universitat. Després de retirar-se, encara va continuar sent professor visitant a la universitat de Wake Forest a Winston-Salem (Carolina del Nord) fins al 1975.
A part dels seus treballs de recerca i docència, Brauer va ser a més un organitzador de biblioteques, començant per la de Berlín, continuant per la de Princeton i la de Chapell Hill (que actualment porta el seu nom) i acabant amb la de Wake Forest.
Brauer va publicar més de cent articles en revistes científiques i va dirigir 21 tesis doctorals. Destaquen els seua treballs en teoria de nombres i en teoria matricial. El 1973 va editar, conjuntament amb Hans Rohrbach, les obres escollides del seu mestre, Issai Schur, en tres volums: Issai Schur: Gesammelte Abhandlungen.